# Quintus Servilius Caepio (consul en -140)
Pour les articles homonymes, voir Quintus Servilius Caepio.
Quintus Servilius Caepio (mort en 112 av. J.-C.) est un homme d'État romain. Père de Quintus Servilius Caepio (consul en 106 av. J.-C.).
En 140 av. J.-C., il est consul. Comme consul, il remplace Quintus Fabius Maximus Servilianus, qui avait subi une défaite et avait signé un traité de paix avec les Lusitaniens. Rejetant ce traité il avance jusqu'à la région des Vettons et des Gallèques.
Viriatus le chef des Lusitaniens, affaibli, évite la bataille et habilement échappe à son adversaire.
En 139 av. J.-C., il reçoit le renfort de l'armée de la province du nord, commandée par Marcus Popillius Laenas, le nouveau consul. Viriatus demande la paix, les Romains exigent la remise des armes, ce que Viriatus refuse, se remémorant le massacre qu'avait subi ses compatriotes quelques années auparavant, dans les mêmes conditions. Mais, trois de ses compagnons d'armes lui font reprendre les négociations, le trahissent, et en profitent pour l'assassiner.